# سجين الكوم
سجين الكوم إحدى قرى مركز قطور التابع لمحافظة الغربية بجمهورية مصر العربية، ومن أعلامها الشيخ عبد الرؤوف السجيني أحد شيوخ الأزهر السابقين.

## التاريخ
سجين الكوم قرية قديمة اسمها القديم شيكان (بالقبطية: *ϣⲉϫⲓⲛ)‏، (بالمصرية القديمة: Škȝn) ذكر عنها في حجر رشيد أن بطليموس الخامس حاصر القرية أثناء الثورة المصرية التي وقعت في عهده. وردت القرية باسمها هذا الاسم في كتاب قوانين الدواوين لابن مماتي والتحفة السنية بأسماء البلاد المصرية لابن الجيعان، وإنما سميت بسجين الكوم لوجود تل أثري كان يجاورها سميت على اسمه.
ذكرها علي مبارك في كتابه الخطط التوفيقية باسم "سجين"، فذكر أنها من قرى في مديرية الغربية في قسم محلة منوف، وأن بها جامع بمنارة، ويحيط بالقرية الأشجار، ومهنة أهلها الزراعة.

## السكان
بلغ عدد سكان سجين الكوم 33,872 نسمة حسب تقدير عام 2018.
| السنة  | 1882 | 1897 | 1907 | 1927 | 1947 | 1960   | 1976   | 1986   | 1996   | 2006   | 2018   |
| ------ | ---- | ---- | ---- | ---- | ---- | ------ | ------ | ------ | ------ | ------ | ------ |
| القرية | 2770 | 3224 | 3920 | 5333 | 7043 | 10,179 | 13,852 | 16,790 | 21,702 | 25,623 | 33,872 |

## الأعلام
- عبد الرؤوف السجيني (1154 - 1182) شيخ الأزهر التاسع.[17]